# Porubský bludný balvan
Porubský bludný balvan je druhý největší bludný balvan s absolutně nejdelší dlouhou osou (370 cm) v České republice. Jeho hmotnost je necelých 11 tun, větší hmotnosti dosahuje pouze Kunčický bludný balvan. Jedná se o jedinou přírodní památku v městském obvodě Poruba.

## Poloha
Bludný balvan se původně nacházel v lokalitě zvané Doly na západním okraji tehdy samostatné obce Poruba. Zásluhou místního učitele Josefa Hurníka (otce skladatele Ilji Hurníka) byl v roce 1928 vyzdvižen z koryta bezejmenného přítoku říčky Porubky a přemístěn na náves před obecní dům. Zde byl osazen pamětní deskou připomínající 10. výročí vzniku Československa. Deska byla opatřena nápisem „Svornost v obci, mír ve státě“. Za okupace byl nápis odstraněn, ale balvan na svém místě zůstal až do roku 1968, kdy byl přemístěn na pietní místo na Vřesinské ulici k 50. výročí vzniku republiky.
Je součástí pomníku věnovaném obětem obou světových válek. Nejdříve byl umístěn na kamenném podstavci, v roce 2017 prošlo celé pietní místo rekonstrukcí a balvan byl položen do kamenného lože obklopeného pochozí plochou z ocelových plátů, které při chůzi duní, čímž mají být připomínány ozvěny války. Balvan je v noci osvětlen.

## Popis
Porubský bludný balvan je tvořen růžovou horninou žulového charakteru s nápadnými černými skvrnami tmavých minerálů popisovanou jako hrubozrnný porfyrický granit, jejíž struktura je porfyrická. V balvanu jsou patrné vyrostlice růžových draselných živců o velikosti 1–2 cm, dále plagioklas, drcený křemen, biotit v protáhlých shlucích, magnetit, apatit, titanit a řídce epidot.
Balvan má rozměry 3,7 x 1,7 x 1,2 m a objem cca 4 m3.

## Ochrana
Dne 13. 12. 1989 byl bludný balvan vyhláškou vydanou Národním výborem města Ostravy prohlášen za kulturní památku s účinnosti od 1. 1. 1990. Vyhláškou bylo zakázáno připevňovat na něj jakýkoliv vysvětlující text. Ten je vypálen do opodál stojícího ocelového plátu. 